# NGC 494
NGC 494 je galaksija u zviježđu Ribe.

## Vanjske poveznice
- SEDS: NGC 494